# Tkáňové paměťové T buňky
Tkáňové paměťové T buňky (TRM buňky) tvoří skupinu necirkulujících T buněk, které se vyskytují v tkáních (kůže, plíce, gastrointestinální trakt atd.). TRM buňky jsou transkripčně, fenotypově a funkčně odlišné od centrálních paměťových a efektorových paměťových T buněk, které cirkulují mezi krví, sekundárními lymfatickými orgány, lymfou a nelymfatickou tkání. Hlavní úlohou TRM buněk je poskytování ochrany před cizími patogeny, které prochází do organismu skrz tkáně. 

## Fenotyp
CD69 a CD103 jsou hlavní povrchové markery, které jsou exprimovány TRM buňkami v lidských tkáních. CD103 je exprimován pouze CD8+ TRM buňkami. CD4+ TRM buňky tento marker na svém povrchu neexprimují. CD69 je důležitý k rozlišení buněk, které se vyskytují v tkáních od těch, které cirkulují mezi tkáněmi. CD49a marker, slouží k rozlišení dvou populací TRM buněk, které mají odlišnou funkci. CD8+ CD49a+ TRM buňky produkují perforin a interferon gamma, který má důležitou úlohu pro přirozenou a adaptivní imunitu v boji proti virovým, bakteriálním či protozoálním infekcím. CD8+ CD49a- TRM buňky produkují IL-17, což je prozánětlivý cytokin. 

## Vývoj
TRM buňky vznikají z prekurzorů cirkulujících efektorových paměťových T lymfocytů v odpovědi na antigen. Hlavní úlohu ve formování TRM buněk má CD103 jehož exprese je zavislá na cytokinu TGF-beta. V případě nedostatku TGF-beta, efektorové paměťové buňky neexprimují CD103 a nediferencují se do TRM buněk. Důležitou roli ve vývoji a přežívání TRM buněk má celá řada cytokinů. Například homeostatický cytokin IL-15, prozánětlivé cytokiny IL-12 a IL-18, nebo IL-33.

## Funkce
Jelikož se TRM buňky vyskytují v tkáních, které představují hlavní bariéru oddělující organismus od vnějšího prostředí, poskytují první obranu před patogeny. V kůži, plících a mozku poskytují rychlou kontrolu nad infekcí a jsou efektivnější než efektorové paměťové buňky. TRM buňky exprimují granzym B, který je schopný limitovat šíření infekce .

## Nemoci
Autoreaktivní TRM buňky mohou způsobovat řadu autoimunitních chorob, např. roztroušenou sklerózu, lupus, autoimunitní hepatitidu nebo psoriázu. 